# Josephat Machuka
Josephat Machuka (auch: Josphat Machuka; * 12. Dezember 1973 in Kisii, Provinz Nyanza) ist ein ehemaliger kenianischer Langstreckenläufer.
1992 und 1993 gewann er Bronze im Juniorenrennen der Crosslauf-Weltmeisterschaften. Bei den Leichtathletik-Afrikameisterschaften 1992 gewann er Bronze über 5000 m und Gold über 10.000 m. 1995 wurde er Fünfter bei den Leichtathletik-Weltmeisterschaften in Göteborg über 10.000 m und errang Gold bei den Panafrikanischen Spielen in Harare. Im Jahr darauf wurde er bei den Crosslauf-Weltmeisterschaften Zehnter und gewann mit der kenianischen Mannschaft Gold. Bei den Olympischen Spielen in Atlanta wurde er über 10.000 m Fünfter.
1993 und 1996 siegte er beim Dam tot Damloop und stellte beide Male eine Weltbestzeit über 10 Meilen auf. 1994 gewann er die Carlsbad 5000, 1995 und 1996 den Zevenheuvelenloop.
Zweifelhaften Ruhm erlangte Machuka durch einen Zwischenfall zu Beginn seiner Karriere. Bei den Leichtathletik-Juniorenweltmeisterschaften 1992 in Seoul lag er auf der Schlussrunde des 10.000-Meter-Laufs in Führung, als ihn der Äthiopier Haile Gebrselassie auf der Zielgeraden überholte. Machuka war verärgert, weil Gebrselassie während des Rennens keine Führungsarbeit geleistet hatte, und schlug den Äthiopier auf den Hinterkopf. Er konnte seine Niederlage dadurch jedoch nicht verhindern und wurde anschließend disqualifiziert.

## Persönliche Bestzeiten
- 3000 m: 7:39,32 min, 12. Juli 1996, London
- 5000 m: 13:04,04 min, 8. Juli 1996, Stockholm
- 10.000 m: 27:10,34 min, 25. August 1995, Brüssel
- 10-km-Straßenlauf: 27:52 min, 29. Mai 1995, Boulder
- 15-km-Straßenlauf: 42:23 min, 19. November 1995, Nijmegen
- 10-Meilen-Straßenlauf: 45:19 min, 22. September 1996, Zaandam